# Опцион эмитента
Опцион эмитента — эмиссионная ценная бумага, закрепляющая оплаченное право её владельца на конвертацию такого опциона в акцию эмитента.
Опцион эмитента дает право на покупку акций в предусмотренный срок и/или при наступлении обстоятельств, по цене, которая заранее определена.
Опцион эмитента не следует путать с варрантом, дающим право покупать акции по определённой цене (варрант дает право покупать акцию, а опцион — конвертировать). В соответствии с российским законодательством (ст.2 ФЗ «О рынке ценных бумаг») опцион эмитента дает право на покупку акции, а не на её конвертацию (согласно закону: опцион эмитента — эмиссионная ценная бумага, закрепляющая право её владельца на покупку в предусмотренный в ней срок и/или при наступлении указанных в ней обстоятельств определённого количества акций эмитента такого опциона по цене, определённой в опционе эмитента). В этой связи описанное отличие опциона эмитента от варранта в российском праве не является корректным.

## Размещение
Принятие решения о размещении опционов эмитента и их размещение осуществляются в соответствии с установленными федеральными законами правилами размещения ценных бумаг, конвертируемых в акции. При этом цена размещения акций во исполнение требований по опционам эмитента определяется в соответствии с ценой, определённой в таком опционе.
Эмитент не вправе размещать опцион эмитента, если разница между количеством объявленных акций эмитента и количеством акций, находящихся в обращении, меньше количества акций, право на приобретение которых представляют такие опционы. Размещение опциона эмитента возможно только после полной оплаты уставного капитала акционерного общества.

## История
Опционные программы начали развиваться и использоваться в России не так давно. В настоящее время их применяют такие компании, как «СИТРОНИКС», «Русгидро», «Полиметалл», «Вымпелком», «МТС» и другие. Опцион эмитента в настоящее время широко применяется на практике как стимулирующее средство для высшего менеджмента публичных компаний — топ-менеджеры получают опционы эмитента в виде премии, монетизировать которую возможно только в случае повышения рыночной цены акций компании.